# Numération parlée làrì
Cet article traite de la numération parlée lâdi, autrement dit, de la dénomination littérale des nombres en langue lâdi (prononciation : laari ou laadi).

## Adjectifs  numéraux de 1 à 6
| Nombres | Dénomination littérale làdì | Observations                |
| ------- | --------------------------- | --------------------------- |
| 0       | nkàtù / mpavala             | mots de la classe n.cl[N-N] |
| 1       | mòsí                        | adjectif                    |
| 2       | òlé                         | adjectif                    |
| 3       | tàtú                        | adjectif                    |
| 4       | yá                          | adjectif                    |
| 5       | tànú                        | adjectif                    |
| 6       | sàmbànú                     | adjectif                    |

### Remarques
Les nombres en toutes lettres de 1 à 6 sont adjectifs et ne peuvent être utilisés tels quels. Ils doivent recevoir le pronom préfixe de classe du mot qu'ils dénombrent.
Exemples
- Tsìbùndá1  tsìmòsì2
- Dìbèngá1  dìmòsì2
- Gàbú1  dìmòsì2
- Lùbyèngá1  lùmòsì2

Les mots ou substantifs singuliers des classes [N-N], [MU-MI], et [MU-BA] dérogent à cette règle.
Exemples
- Mùntú1  mòsí2
- Ngùbá1  mòsí2
- Mwànzí1  mòsí2
- Mùntàndú1  mòsí2

## Dénomination littérale des nombres strictement supérieurs à 6
| Nombres | Dénomination littérale làdì    | Observations                      |
| ------- | ------------------------------ | --------------------------------- |
| 7       | nsàmbwàdì                      | ce mot est de la classe n.cl[N-N] |
| 8       | nàná                           | substantif, n.cl[DI-MA]           |
| 9       | vwà                            | substantif, n.cl[DI-MA]           |
| 10      | kùmí                           | substantif, n.cl[DI-MA]           |
| 20      | màkùmì mòlé=màkùmòlé           | substantif, n.cl[DI-MA]           |
| 30      | màkùmì màtàtú=màkùmàtàtú       | substantif, n.cl[DI-MA]           |
| 40      | màkùmì màyá=màkùmàyá           | substantif, n.cl[DI-MA]           |
| 50      | màkùmì màtànú=màkùmàtànú       | substantif, n.cl[DI-MA]           |
| 60      | màkùmì màsàmbànú=màkùmàsàmbànú | substantif, n.cl[DI-MA]           |
| 70      | lùsàmbwàdì                     | substantif, n.cl[DI-MA]           |
| 80      | lùnàná                         | substantif, n.cl[DI-MA]           |
| 90      | lùvwá                          | substantif, n.cl[DI-MA]           |
| 100     | nkàmá mòsí                     | substantif, n.cl[DI-MA]           |
| 1000    | fùndá dìmòsí                   | substantif, n.cl[DI-MA]           |

### Remarques: Dénomination littérale comparative
| Nombres | Cìlàdì    | Cìntàndú    | Cìsòlòngò   | Cìyòmbé   |
| ------- | --------- | ----------- | ----------- | --------- |
| 1       | mòsí      | mòsí        | mosì / kosì | mosi      |
| 2       | zòlé      | zole        | zole        | wadi      |
| 3       | tàtú      | tatu        | tatu        | tatu      |
| 4       | yá        | ya          | ya          | ya        |
| 5       | tànú      | tanu        | tanu        | tanu      |
| 6       | sàmbànù   | sambanu     | nsambanu    | sambanu   |
| 7       | nsàmbwàdì | sambwadi    | nsambwadi   | tsambwadi |
| 8       | nàná      | nana        | nana        | dinana    |
| 9       | vwá       | vwa         | vwa         | divwa     |
| 10      | kùmì      | kumi dimosi | kumi        | dikumi    |

## Règles
Le système de numération lâdi (Kikongo) est décimal.

### Séparateur de milliers
- Le mot ná sert de liaison et permet d'exprimer l'unité dans tous les nombres plus grand que 10.
- Le mot ná sert de liaison et permet d'exprimer l'unité, la dizaine, la centaine, les milliers, etc, dans tous les nombres plus grand que 10.
- L'unité est déclinée suivant la classe du mot ou du substantif qu'il dénombre.
- Le mot yé sert de liaison et permet d'exprimer l'unité, la dizaine, ..., en Kikongo, plus globalement.

Exemples
- 10=kùmì dìmòsí ou bien dìkùmì dìmòsí
- 11= kùmì dìmòsí  ná mòsí*
- 20=màkùmì mòlè
- 31=màkùmì màtàtú nà |mòsì ou bien |dìmòsì|...(le 1 de 31 se décline en fonction de la classe de l'objet quantifié)

Dans les phrases exemples, l'indice 1 représente un mot (substantif), et l'indice 2 l'adjectif décliné.